# ゲーミフィケーション
ゲーミフィケーション（英: gamification）は、コンピュータゲームのゲームデザイン要素やゲームの原則をゲーム以外の物事に応用することを言う。
ゲーミフィケーションは一般に、ゲームデザイン要素を用いてユーザーエンゲージメントや組織の生産性、フロー、学習、クラウドソーシング、従業員の採用および評価、使いやすさなどを向上させるのに用いられる。
ゲーミフィケーションに関する研究の多くでは、個人差・文脈差が存在しつつも、被験者に良い効果を与えていること示している。

## 定義
- 狭義: コンピュータ・ゲームのなかで特徴的に培われてきたノウハウを現実の社会活動に応用すること。アドバゲームやシリアスゲームは含まない。
- 最狭義: 強化学習プロセスやフロー体験を成立させるための最適なフィードバック設計のノウハウを応用すること。

どの論者においても共通するポイントとして、「ゲームを作る」という行為自体とは区別がされている。また、非常に近い概念として、代替現実ゲーム (ARG) というものもある。これと重なりはあるが、「ARGは『特別な体験』というエンタテインメント性が第一義であり、ゲーミフィケーションは『サービスの改善』という実用性が第一義である」という形で区別したほうがよいのではないか、という指摘もある。
他に、単に「楽しくする」という意味での用法についても、議論が分かれている。

## 歴史
ゲーミフィケーションという用語は2008年にコンピュータ・ソフトウェアの文脈で初めてオンラインで登場した。
その後一般には広まらなかったものが、2010年にゲームの社会的/報酬的側面をソフトウェアに取り入れることを指す意味で広く普及した。
このテクニックはベンチャーキャピタリストの注目を集めた。
ゲーミフィケーションは、ゲームデザイン要素やテクニックをゲーム以外に適用する従来の研究と密接に関係していると考えられている。
日本においては、「ゲーミフィケーション」の商標を株式会社ジースト代表取締役の神馬豪氏が取得している（商標 第5884411号(151)）。

## 主な事例
主な事例は次の通り。
- foursquare
- SCVNGR
- Nike+
- foldit
- investigate your MP's expenses
- #denkimeter
- CIMOS
- SkyWalker
- ワッピンギルド

ゲームのように夢中にさせて虜にする（はまらせる）仕組みは広く応用されている（類似の概念に「ゲームニクス」がある）。
人間の感情や習性を上手く利用し、フィードバック・報酬の用意や承認欲求に代表される「自己実現理論」や「16の基本的な欲求」を満たすことなどによって動機づけを行う。
人は学びたいという欲望があり、達成・刺激が伴うとドーパミンなどの神経伝達物質・脳内麻薬が分泌され快感となり、はまることとなる。しかし、過度となると依存症などの問題となる。
外発的な金銭的報酬（市場規範）を用意すると、内発的動機づけ（社会規範）を低下させたという報告もあり、取り組む行為そのものや、一定方向に導くのには適しているが、作り手側が上手くコントロールしないと、自発性・創造性を否定してしまう場合もある。
ソニー・コンピュータエンタテインメントによるtorneの操作性・ユーザビリティや、マイクロソフトによるKinectの遊び心、任天堂による「QOL（生活の質）を楽しく向上させるもの」もその一種とされる。
濵田(2015)は、アカデミックな視点からいえば、ゲーミフィケーションユーザーにはたらく心理についての実証研究は、ユーザーの楽しさとゲームのメカニズムと要素、ユーザーの動機づけとゲームのメカニズムと要素、ユーザーの熱心な利用や自己効力感・社会的認知、ユーザー分類に基づく心理の差異、心理因果モデルなどに関連する研究に大別できる、としている。

## 付録

### マーケティング
ゲーミフィケーションはマーケティングに広く利用されている フォーブス・グローバル2000が2013年に実施した調査では、70％以上の企業がマーケティングや顧客維持の目的でゲーミフィケーションを利用する予定があると回答している。例えば、2011年11月、オーストラリアの放送とオンラインメディアのパートナーシップであるYahoo!は、視聴者が登録やバッジなどの方法を通じて番組と交流するために使用するFango / SAPモバイルアプリを開始した。ゲーミフィケーションは、顧客ロイヤルティプログラムにも活用されている。 

### 仕事
ゲーミフィケーションは、医療、金融サービス、運輸、政府などにおいて、従業員の生産性を向上させる試みとして活用されてきた。一般的に、企業のゲーミフィケーションとは、「ゲーム思考やゲームツールが、既存のビジネスプロセスや情報システムと統合するために戦略的に使用される」仕事の状況を指す。 そして、これらのテクニックは、従業員と組織にとってプラスとなる結果を達成するために使われる。

### インスピレーション
ゲーミフィケーションはアイディエーション（新しいアイデアを生み出すための構造化されたブレーンストーミング）。にも使える マサチューセッツ工科大学（MIT）スローン校の研究によると、ゲームを作ることで、参加者はより多くの、より質の高いアイデアを生み出すことができた。

### オンライン・ギャンブル
ゲーミフィケーションはオンラインカジノでもある程度活用されている。一部のブランドは、インクリメンタルリワードシステムを使用して、通常のプレーヤーのライフサイクルを延長し、フリースピンや次回入金時のキャッシュマッチボーナスなどの報酬と引き換えに、カジノへの再来訪と現金入金を促します。

### ゲームフルデザイン
ゲームフルデザイン (英: Gameful Design)とは、内発的な動機づけを通じてゲームをはじめとするエンターテインメントの「ついやってしまう」「ついやりたくなってしまう」「ついやり続けたくなってしまう」仕掛けを活用して課題を解決する体験設計手法のこと。
ゲーミフィケーション（ゲームで活用されるモチベーション手法やUI/UXデザイン、サービス運営ノウハウなど）領域における体験設計手法であり、CX（「Customer Experience（カスタマーエクスペリエンス）」の略称：顧客体験）デザインやビヘイビアデザイン（英: Behavioural design：行動設計）の一手法に位置する。
日本において、「ゲーミフィケーション」の言葉としての使われ方は「バッジ」「レベル」「リワード」など手法論として一般的にビジネス界隈を中心に使われることが多いが、本来の言葉の意味は〈ゲーム要素の非ゲーム分野への応用〉を指している。これに対して「ゲームフルデザイン」は〈ゲーム要素を応用した体験設計〉であり、人間のポジティブな内発的動機付けを引き出す体験設計のことを指す。ゲーミフィケーション領域における体験設計手法に位置するのが「ゲームフルデザイン」。

## 関連書籍
- ソーシャルゲームはなぜハマるのか ゲーミフィケーションが変える顧客満足、2011年（平成23年）9月14日、深田浩嗣（著）
- マクゴニガル, ジェイン、妹尾堅一郎（監修）、武山政直（その他）、藤本徹（翻訳）、藤井清美（翻訳）『幸せな未来は「ゲーム」が創る』早川書房、2011年。ISBN 978-4-15-209229-8。
- ウォートン・スクール　ゲーミフィケーション集中講義 ISBN 4484131242
- ゲーミフィケーションは何の役に立つのか 事例から学ぶおもてなしのメカニクス ISBN 4797374942

## 関連企業
- 株式会社セガ エックスディー
- 株式会社ナノコネクト
- 株式会社アソビエ